# Grande Ungheria

Mappa dell'Impero austro-ungarico: l'area in verde mostra la parte principale del Regno di Ungheria e la parte in rosso il regno autonomo di Croazia-Slavonia all'interno del Regno d'Ungheria.
Le aree in verde e in rosso sono i territori del Regno d'Ungheria all'interno dell'Impero asburgico

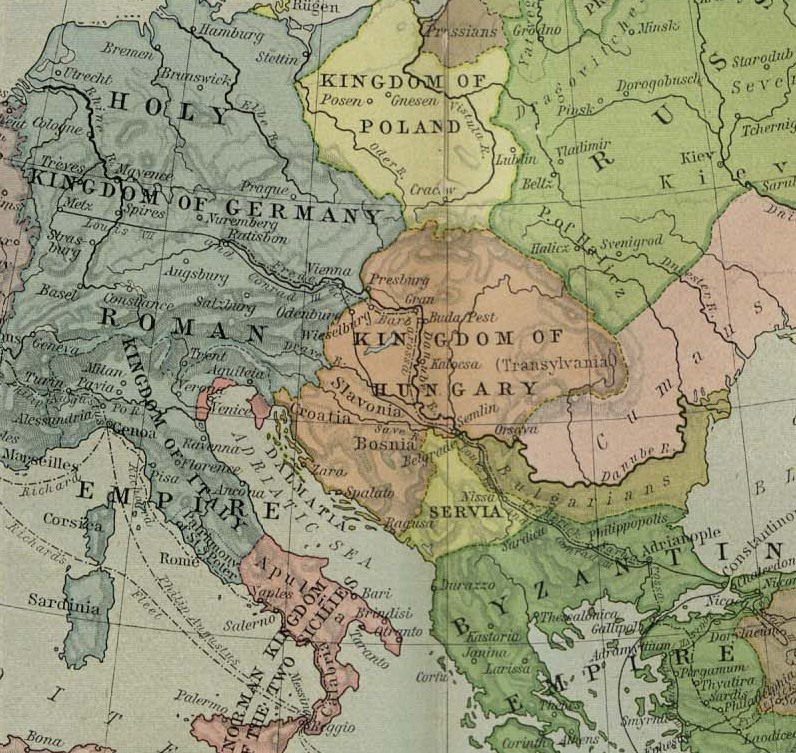
Regno d'Ungheria (in marrone) intorno al 1190 dC.

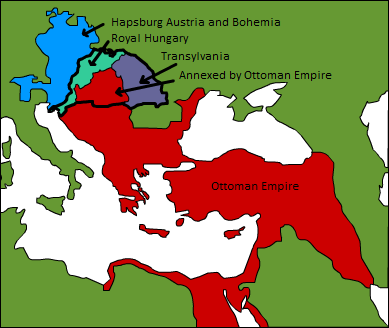
Divisione del Regno d'Ungheria nel 1541

Grande Ungheria è l'ideale politico che si pone come un obiettivo di interesse per alcuni nazionalisti ungheresi. Precedentemente è stato il nome colloquiale con il quale si indicava il territorio del Regno d'Ungheria prima del 1918.

## Storia

### Prima guerra mondiale

Mappa del Regno d'Ungheria prima del 1918

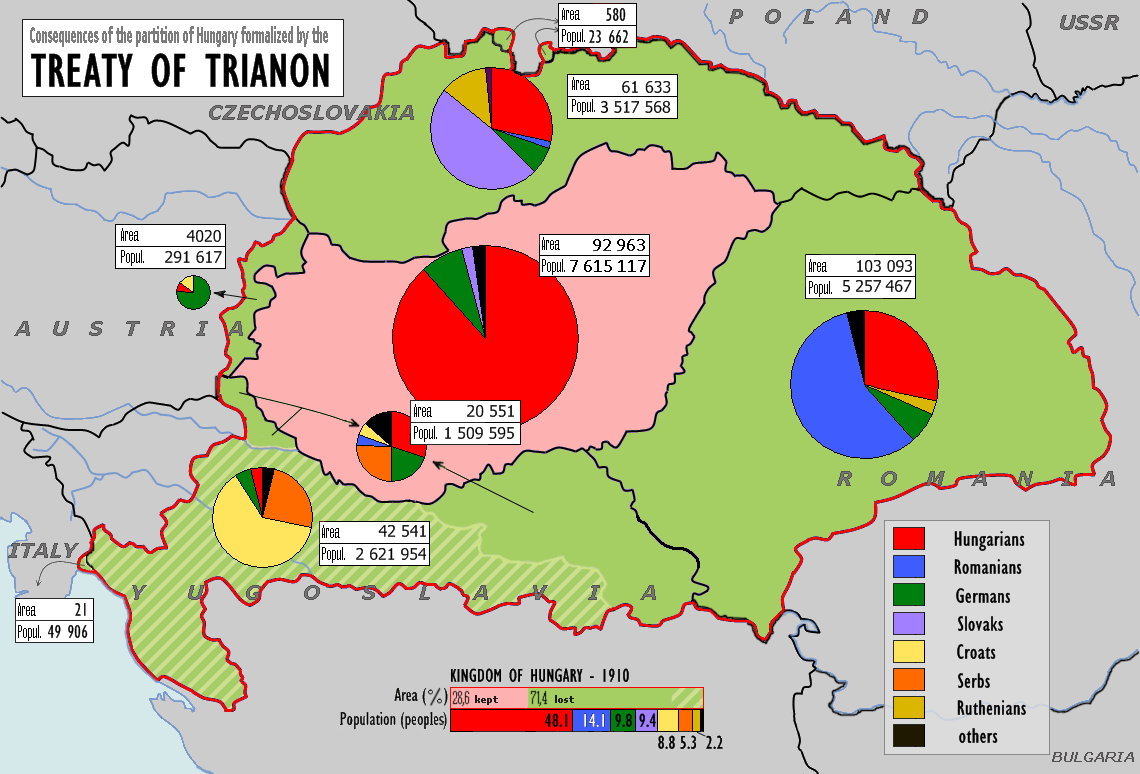
I territori ceduti col Trattato di Trianon e la percentuale di popolazione (il rosso è ungherese)

Dopo il Trattato del Trianon del 1920, tra le due Guerre Mondiali, la mira politica generale dei leader ungheresi fu di ristabilire i confini ante-guerra o di ampliare i confini dell'Ungheria tanto quanto strategicamente possibile. Dopo la seconda guerra mondiale i leader ungheresi hanno evitato il perseguimento di questa politica e al giorno d'oggi resta come obiettivo di fazioni del tutto marginali. Il Trattato del Trianon definiva i confini della nuova Ungheria indipendente e, rispetto alle richieste del Regno esistente prima della guerra, la nuova Ungheria aveva all'incirca il 72% in meno di territorio e circa due terzi in meno di abitanti, 3 milioni di questi di etnia ungherese.
Ad ogni modo, molti degli abitanti del Regno di Ungheria ante-guerra non erano di etnia ungherese. In seguito all'entrata in vigore del Trattato, i leader ungheresi iniziarono a essere inclini alla revoca di alcuni suoi articoli. Questo obiettivo politico guadagnò sempre più attenzione e fu di serio interesse nazionale fino alla Seconda Guerra Mondiale.
Le argomentazioni portate dagli irredentisti ungheresi erano: la presenza di aree a maggioranza ungherese nei Paesi confinanti, la storica tradizione del Regno d'Ungheria, o l'unità geografica e lo stretto legame economico percepiti della regione all'interno del bacino dei Carpazi. Alcuni irredentisti, tuttavia, preferirono riannettere solo le zone a maggioranza ungherese confinanti con l'Ungheria.
L'Ungheria, supportata dalle Potenze dell'Asse, conseguì parziali successi nel riottenere alcune regioni (anzitutto, quelle etnicamente ungheresi) del vecchio Regno, con il Primo e il Secondo Arbitrato di Vienna rispettivamente del 1938 e del 1940, e attraverso delle campagne militari furono riconquistate le regioni della Rutenia subcarpatica nel 1939 e delle etnicamente miste Bačka, Baranya, Međimurje e Prekmurje nel 1941. Dopo la fine della Seconda Guerra Mondiale, furono restaurati i confini dell'Ungheria come già definiti dal Trattato del Trianon, ad eccezione di tre paesini ungheresi trasferiti alla Cecoslovacchia. Questi paesini oggi sono amministrativamente parte di Bratislava.
| Regione          | ungheresi | tedeschi | romeni | serbi | croati | ucraini (ruteni) | slovacchi | Note                                                                  |
| ---------------- | --------- | -------- | ------ | ----- | ------ | ---------------- | --------- | --------------------------------------------------------------------- |
| Transilvania     | 31,7%     | 10,5%    | 54,0%  | 0,9%  |        |                  | 0,6%      | Ungheresi concentrati nella Terra dei Siculi (maggioranza ungherese). |
| Vojvodina        | 28,1%     | 21,4%    |        | 33,8% | 6,0%   | 0,9%             | 3,7%      |                                                                       |
| Rutenia          | 30,6%     | 10,6%    |        |       |        | 54,5%            | 1,0%      | 1,0% slovacchi e cechi                                                |
| Slovacchia       | 30,2%     | 6,8%     |        |       |        | 3,5%             | 57,9%     | gli ungheresi concentrati nel sud.                                    |
| Burgenland       | 9.0%      | 74.4%    |        |       | 15%    |                  |           |                                                                       |
| Croazia-Slavonia | 4%        | 5%       |        | 25%   | 63%    |                  |           |                                                                       |

## Era moderna
La seguente tabella elenca le aree con popolazione ungherese nei paesi confinanti oggi:
| Nazione, regione | ungheresi                                                     | Capoluogo culturale politico | Autonomia proposta |
| Romania parti dell'attuale Transilvania (principalmente Harghita, Covasna e parte di Mures, Romania Centrale), vedi: Ungheresi in Romania | 1,227,623 (6.5%) in Romania 1,216,666 (17.9%) in Transilvania | Târgu Mureș Cluj-Napoca      | Terra dei Siculi (con una superficie di 13.000 km² e una popolazione di 809.000 persone, di cui 75.65% ungheresi)                              |
| Serbia parti della Voivodina a nord della Serbia, vedi: Ungheresi in Voivodina                                                            | 293,299 (3.91%) in Serbia 290,207 (14.28%) in Voivodina       | Subotica                     | Hungarian Regional Autonomy (con una superficie di 3.813 km² e una popolazione di 340,007 persone, di cui 52.10% ungheresi e 41.11% Sud slavi) |
| Slovacchia parti del sud della Slovacchia, vedi: ungheresi in Slovacchia                                                                  | 458,467 (8.5%)                                                | Komárno                      | — |
| Ucraina parti di Zakarpattia, Oblast nel sud-ovest Ucraina, vedi: ungheresi in Ucraina                                                    | 156,566 (0.3%) in Ucraina 151,533 (12.09%) in Transcarpazia   | Berehove                     | — |

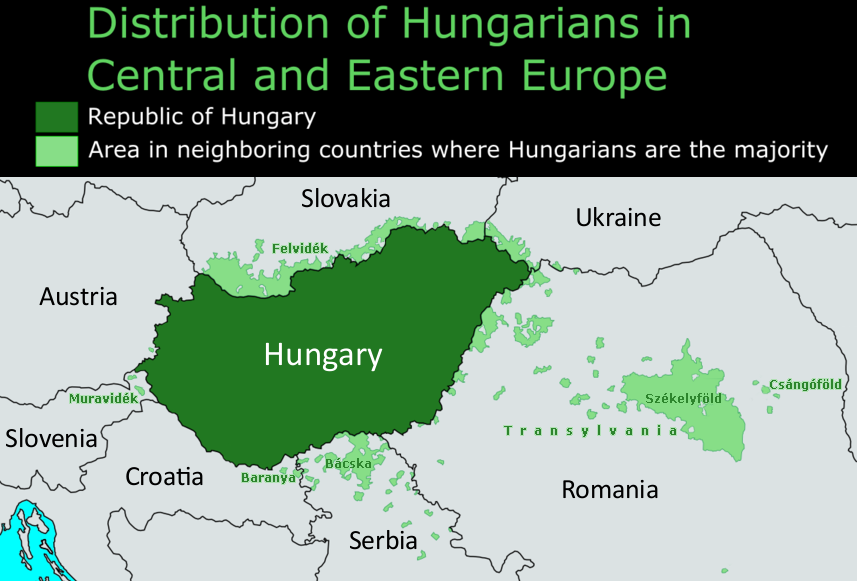
Le aree a maggioranza ungherese nei paesi vicini dell'Ungheria, secondo László Sebők..